# Delphyre nigra
Delphyre nigra är en fjärilsart som beskrevs av William Schaus 1904. Delphyre nigra ingår i släktet Delphyre och familjen björnspinnare. Inga underarter finns listade i Catalogue of Life.